# Franz Gielen
Franz Gielen (* 27. September 1867 in Aachen; † 7. Februar 1947 in Köln-Marienburg) war ein deutscher Oberbürgermeister im Rheinland.

## Leben
Gielen, Sohn des Aachener Stadtrats, Handelskammervizepräsidenten und Mitglied des Reichstags Victor Gielen, studierte nach dem Abitur zunächst in seiner Heimatstadt Aachen Ingenieurwesen, dann in Straßburg und Bonn Rechtswissenschaft.
Nach Ablegung der beiden juristischen Staatsexamen und Ableistung der Assessorenzeit wurde Gielen 1898 Beigeordneter in Münster, ab 1902 war er zunächst Bürgermeister, dann Oberbürgermeister in Neuss, dann von 1921 bis 1929 Oberbürgermeister von München-Gladbach, jetzt Mönchengladbach. 1929/30 wurde er noch Kommissarischer Oberbürgermeister von Gladbach-Rheydt.
Gielen war zeitlebens ein begeistertes Mitglied des KV. In Aachen wurde er als Student Mitglied der katholischen Studentenverbindung Carolingia, in Straßburg bei der Frankonia und in Bonn bei der Arminia. Ehrenphilister wurde er später bei Germania – Münster, Suevia – Köln,  Nassovia – Gießen und Rhenania – Innsbruck, alle im KV. 1890/91 war Gielen  Vororts-Präsident und damit Leiter des gesamten KV.
Sein Sohn Carl folgte einer geistlichen Berufung und wurde Priester im Erzbistum Köln, wirkte ab 1928 in Köln als Domvikar, später als Offizial,  Domkapitular und  Propst des Domkapitels.

## Wirken
Neben seiner Tätigkeit als Oberbürgermeister war Gielen Vorstandsmitglied bzw. stellvertretender Vorsitzender des Rheinischen, Preußischen und Deutschen Städtetages, 1921 auch Präsident des Rheinischen Provinziallandtags, dem er von 1921 bis 1929 angehörte. Gielen engagierte sich stark als Vorstandsmitglied im Volksverein für das katholische Deutschland, der den deutschen Sozialkatholizismus maßgeblich beeinflusste.
Gielen hatte einen sehr großen Bekanntenkreis und viele Verbindungen zu bedeutenden Persönlichkeiten. Er war der einzige von den Bürgermeisterkollegen, den Konrad Adenauer als Kölner Oberbürgermeister duzte und mit dem er auch viele wesentliche Fragen der Kommunalpolitik erörterte. Die besonders guten Beziehungen zwischen Gielen und Adenauer sind  wohl auch dadurch begründet worden, dass Gielen Anfang 1906 Adenauer empfahl, sich bei der Stadt Köln um die offene Beigeordnetenstelle zu bewerben und seine Unterstützung dafür zusagte. Diese Stelle war für Adenauer dann das Sprungbrett für das Amt des Oberbürgermeisters in Köln und zu seiner späteren politischen Karriere.